# IT-AIR1
IT-AIR1 – polski, taktyczny bezzałogowy aparat latający (UAV - Unmanned Aerial Vehicle) opracowany wspólnie z Airbus Defence and Space na bazie hiszpańskiego EADS Atlante.

## Historia
Współpraca pomiędzy Airbus Defence and Space i Instytutem Technicznym Wojsk Lotniczych mająca na celu opracowanie taktycznego systemu bezzałogowego rozpoczęła się na początku 2014 roku. Sięgnięto po gotowe rozwiązania wykorzystane w płatowcu Atlante – maszyny rozwijanej w Hiszpanii na początku przez firmę Cassidian Air Systems, a następnie EADS. Instytut Techniczny opracował nową głowicę optoelektroniczną wyposażoną w dzienną kamerę wysokiej rozdzielczości i kamerę działającą w podczerwieni oraz laserowy dalmierz. Instytut Techniczny opracowała również stację radiolokacyjną mikroSAR przeznaczoną dla aparatu, ale mogącą również wejść na wyposażenie innych statków powietrznych. Inżynierowie instytutu opracowali nowe oprogramowanie oraz system lądowania oparty na paralotni umieszczonej w kadłubie i rozwijanej podczas lądowania. Ich zadaniem jest również budowa systemu szkolącego operatorów i obsługę techniczną samolotów. Wybudowano dwa prototypy, aparat po raz pierwszy publicznie zademonstrowany został w 2014 roku podczas Międzynarodowego Salonu Przemysłu Obronnego w Kielcach.

## Konstrukcja

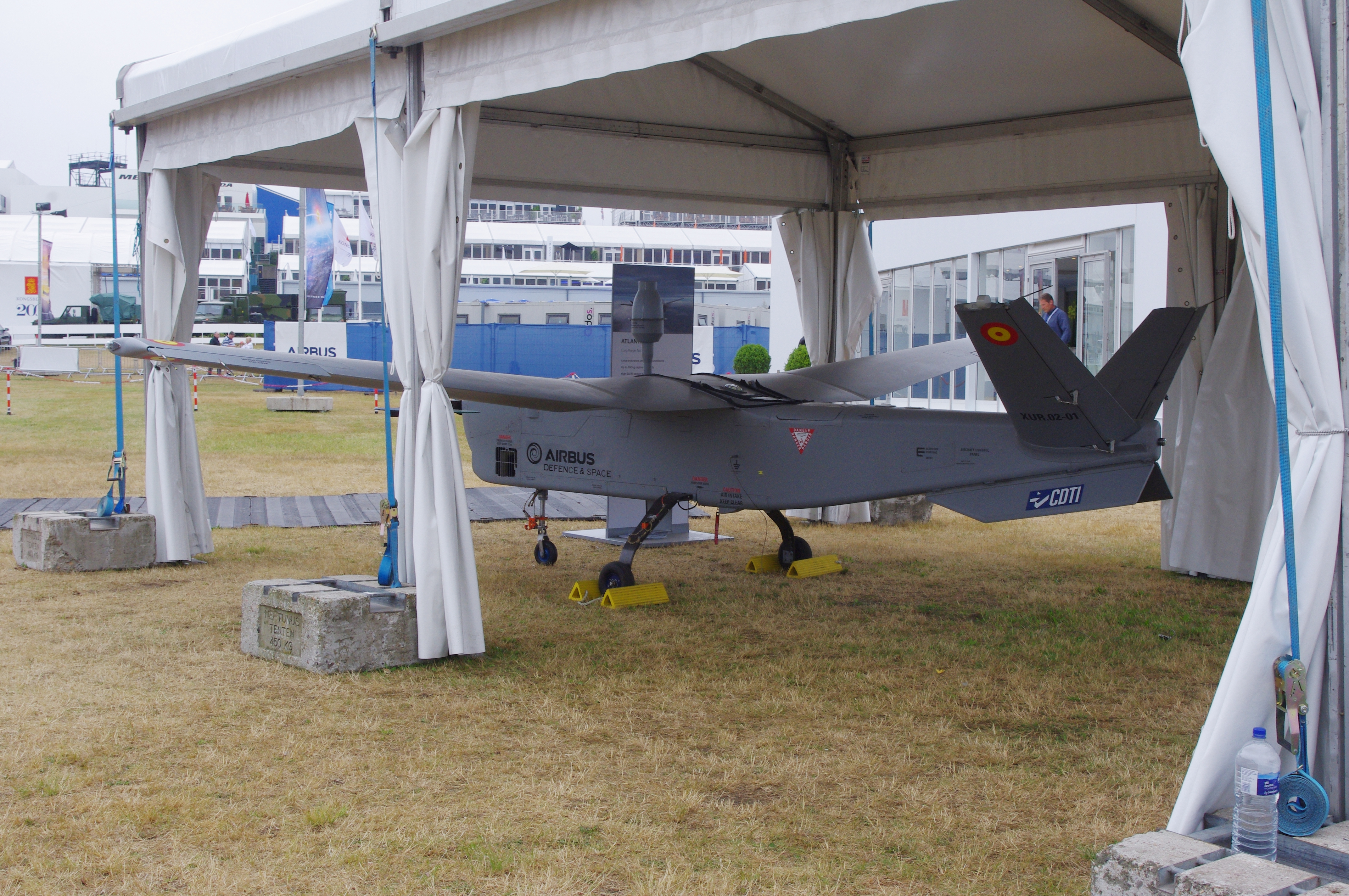
EADS Atlante

Aparat ma klasyczną budowę górnopłatu ze stałym podwoziem z przednim podparciem. Maszyna napędzana jest silnikiem tłokowym z dwułopatowym śmigłem. Usterzenie motylkowe, skrzydła posiadają niewielki wznios. Stacja kontroli naziemnej zdolna jest do kontroli dwóch samolotów jednocześnie. Obok lotu kontrolowanego przez operatorów z ziemi, maszyny zdolne są do w pełni autonomicznych lotów po wcześniej zaprogramowanej trasie, jak również wykonywać w pełni automatyczne starty i lądowania. Start i lądowanie odbywa się w klasycznie, jak również w przypadku startu może zostać wykorzystana katapulta startowa. Trwają pracę nad lądowaniem opartym o rozwijaną paralotnię. Maszyna wyposażona jest w dwie podskrzydłowe belki. Można na nich przenosić małogabarytowe uzbrojenie precyzyjne, jak również systemy rozpoznawcze (w tym mikroSAR). Pod kadłubem, w jego centralnej części umieszczono głowicę rozpoznawczą. Do samoobrony samolot wyposażony został w system zakłócający pracę pocisków naprowadzanych w podczerwieni.